# Leposternon bagual
Leposternon bagual es una especie de reptil amfisbénido del género Leposternon, cuyos integrantes son denominados comúnmente "culebras de dos cabezas" o "víboras ciegas". Habita en regiones templado-cálidas del centro de Sudamérica. Está adaptada para una vida completamente fosorial.

## Distribución y hábitat
Esta especie es endémica del sudeste de la provincia de Formosa, en el nordeste de la Argentina. Habita en ambientes del chaco húmedo u oriental, bajo clima semitropical semiestépico en altitudes próximas al nivel marino.

## Taxonomía
Descripción original
Esta especie fue descrita originalmente en el año 2015 por los zoólogos Síria Ribeiro, Alfredo P. Santos-Jr y Hussam Zaher.
Localidad tipo
La localidad tipo referida es: “reserva ecológica El Bagual, departamento Laishí, provincia de Formosa, Argentina”.
Etimología
Etimológicamente, el término específico bagual es un topónimo que refiere a la localidad donde fue colectado el tipo: la reserva ecológica El Bagual.